# ThinkPad 570
ThinkPad 570 (シンクパッド - ）は、IBMのノートパソコン、ThinkPadブランドの一シリーズ。
コンシューマ向け派生モデルであるi-Series1157についても本項で説明する。

## コンセプト・特徴
ThinkPad 560の後継モデルとして、1999年4月に登場したモデルである。ThinkPad 600シリーズの光学ドライブ内蔵モデルに対して、ドライブ類を本体からウルトラベースに移し、部屋の中ではオールインワン、外では携帯性を重視した薄型ノートにと設計された。当時としては、他のノートに比べ薄く省スペースである事から、ビジネスユーザーを始め一般まで幅広く人気があった。
ThinkPad 560のポートリプケーターのみに対し、ThinkPad 570はポートリプリケーターを始め、ウルトラベース、拡張ポートリプリケーター（後のドッキングステーション）が装着できる点も人気のひとつだった。
また、ウルトラベース自体も多機能であった。セカンドバッテリーが装着可能であり、ウルトラベイ部分にはCDドライブ・HDD・バッテリー・FDDなどが装着可能だった。
これによりノートPCにしてダブルHDD、トリプルバッテリー等を実現し、大容量データの移動作業や、バッテリーライフの長時間化などに効果を発揮した。
この頃から「PCハードウェア国際保証対象商品」となり、海外でもサポートが可能になった。
この規格により、初期モデルは海外でも利用可能なモデムを装着しており、OSに付属している電話FAXを利用して、FAX送受信や内蔵マイク及び通常マイクを使用した音声通話が可能だった。（570E以降は音声通話機能なし）
、
1999年には画期的デザインである事から、グッドデザイン賞パーソナルユース部門にノミネートされた。

## モデル紹介
初期にはCPUがPentium II 300MHz、333MHz、366MHz の3モデルが用意された。OSはWindows 95、Windows 98、Windows NT 4.0の3種類である。2000年には570Eが登場、Pentium III 450MHzと500MHzの2モデルがあり、OSはWindows 98 SEとWindows 2000の2種類である。また、コンシューマー向けモデルもあり、こちらは1999年5月から登場、Celeron366MHzと400MHzの2モデル、2000年には500MHzにパワーアップした。OSはWindows 98とWindows 98 SEである。
システムメモリーは、標準は64MBがメインボードに実装されており、メモリスロットは1つのみ、最大320MBまで増設可能である。
CPUの換装については、後のXシリーズに引き継ぐ構造となるマザーボード実装タイプであり、560のような交換は不可能である。

## 主な仕様
・ 570(2644-1A7、1B7、1D7、2A7、3A7、3B7、3AE※1) 1999年4月販売
- チップセット　　Intel　440BX
- CPU(L2キャッシュ)　　Pentium II 300MHz、333MHz、366MHz(256KB)
- RAM容量（標準/※最大）     64MB/192MB（SD-RAM(FSBは66MHz))※はカタログスペック
- メモリー・スロット（空）　　1（1）
- VRAM（容量）　　   NeoMagic MagicMedia 256AV(2.5MB)
- LCD　　12.1SVGA、13.3XGA
- HDD　　4GB、6.4GB
- OS　　 Windows 95、98、NT 4.0
- サイズ（mm)　幅300　奥行き240　高さ27.95　重さ(kg)1.83
- 最大消費電力(w)　　56
- 駆動時間　約3時間

・570　コンシューマーモデル(2644-AA7、BA7）1999年5月、10月販売
- チップセット　　Intel 440BX
- CPU(L2キャッシュ) Celeron　366MHz、400MHz (128KB)
- RAM容量（標準/※最大）     64MB/192MB（SD-RAM(FSBは66MHz))※はカタログスペック
- メモリー・スロット（空）　　1（1）
- VRAM（容量）　　   NeoMagic MagicMedia 256AV(2.5MB)
- LCD　　13.3XGA
- HDD　　6.4GB、10GB
- OS　　 Windows 98、98SE
- サイズ（mm)　幅300　奥行き240　高さ27.95　重さ(kg)1.83(AA7) 1.87(BA7)
- 最大消費電力(w)　　56
- 駆動時間　約3時間

・570E（2644-5A7、5B7、6A7、6B7、5AE、6AE、6B9※1）2000年2月販売
- チップセット　　Intel 440BX
- CPU(L2キャッシュ) Pentium III　450MHz、500MHz (256KB)
- RAM容量（標準/※最大）     64MB/320MB、6B9は、128MB/320MB（SD-RAM(FSBは100MHz))※はカタログスペック
- メモリー・スロット（空）　　1（1）、6B9は、1（0）
- VRAM（容量）　　   NeoMagic MagicMedia 256AV(2.5MB)
- LCD　　13.3XGA
- HDD　　6GB、12GB
- OS　　 Windows 98SE、2000
- サイズ（mm)　幅300　奥行き240　高さ27.95　重さ(kg)1.80
- 最大消費電力(w)　　56
- 駆動時間　約3時間

・i-Series1157（2644-DA7) 2000年5月発売
- チップセット　　Intel 440BX　AGPset
- CPU(L2キャッシュ) Celeron 500MHz (128MHz/256KB)
- RAM容量（標準/※最大）     64MB/320MB（SD-RAM(FSBは100MHz))※はカタログスペック
- メモリー・スロット（空）　　1（1）
- VRAM（容量）　　   NeoMagic MagicMedia 256AV(2.5MB)
- LCD　　13.3XGA
- HDD　　12GB
- OS　　 Windows 98SE
- サイズ（mm)　幅300　奥行き240　高さ27.95　重さ(kg)1.80
- 最大消費電力(w)　　56
- 駆動時間　約3時間

※1 モデルのEモデルは、英語キーボードモデルである。

## 主な特徴的障害
このモデルは薄さを追求したため、液晶部分のトラブルが最も多く、次にウルトラベース、HDDの順に多い。
液晶部分のトラブルの代表例として、画面が白くなる障害がある。これは、液晶ケーブルのLCD側に装着するコネクター部分が弱く、また
ケーブルの長さに十分なゆとりがなかったため、LCD開閉の繰り返しで断線が発生してしまうためと思われる。
主に初期のモデルに多く出ていたため、リコール対象にもなった。240シリーズも同様の障害が出ていたが、570Eについてはあまり出ていないようである。（240シリーズの原因も同じである）
ウルトラベースの場合は「電源が入らない」「接続エラーが出る」など。この場合は丸ごと交換しなければならなかった。
ちなみに、2000年以降のモデルではこの問題は発生していない模様である。　
HDDのトラブルについては異音が最も多く報告されている。当時はまだ流体軸受式HDD（軸受けにグリスが詰っているHDD)ではなかったため、長く使っているとベアリングの軸が磨耗してしまい、異音が発生するというものである。現行のHDDになったのは、3年後の2001年後半に入ってからである。